# Улица Ванеева (Санкт-Петербург)
Улица Ване́ева — улица в Невском районе Санкт-Петербурга. Проходит от Зольной улицы до улицы Ворошилова.

## История

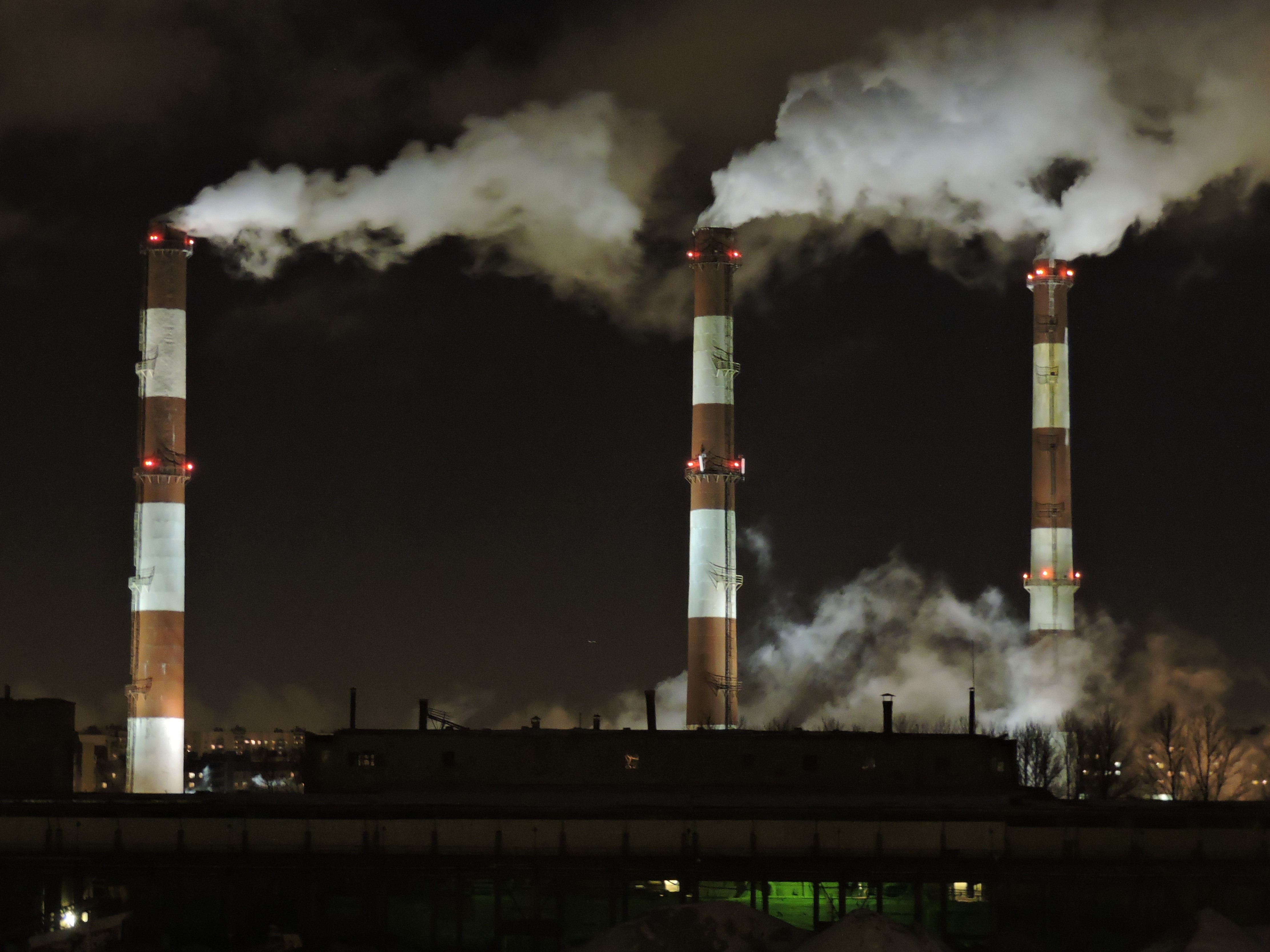
2-я Правобережная котельная (ул. Ванеева, 3)

Улица получила название 6 декабря 1976 года в память о революционере конца XIX века Анатолии Александровиче Ванееве. Жилых домов на улице нет.

## Транспорт
Ближайшая к улице Ванеева станция метро — «Ладожская». Наземный общественный транспорт по улице не ходит.

## Пересечения
- Зольная улица
- улица Ворошилова

## Достопримечательности
- Завод железобетонных изделий и металлоконструкций АС-Терра СВ.
- 2-я Правобережная котельная (ул. Ванеева, 3). Ночью все трубы подсвечиваются.